# 安塞爾馬
安塞爾馬是哥倫比亞的城鎮，位於該國中部，由卡爾達斯省負責管轄，始建於1539年8月15日，面積206平方公里，海拔高度1,790米，主要經濟活動有農業和採礦業，2005年人口33,674。

## 外部連結
- Site with the prettiest images & videos from Anserma

5°14′17.13″N 75°47′2.55″W / 5.2380917°N 75.7840417°W